# Kung Huiwen av Qin
Kung Huiwen (秦惠文王; Qín Huìwén Wáng), död 311 f.Kr., var en kung över det kinesiska riket Qin under epoken De stridande staterna. Hertig Xiao regerade från 338 f.Kr. till 311 f.Kr. och hans personnamn var Ying Si (嬴駟). Under Kung Huiwens regeringstid var Qin militärt framgångsrik och gjorde territoriella utökningar.
Kung Huiwen fick makten efter att hans far Hertig Xiao avlidit 338 f.Kr.. En av hans första åtgärder som regent var att avrätta legalism-filosofen Shang Yang genom att slita honom i stycken. Shang Yang hade haft en mycket betydande roll i sin fars hov och hade reformerat landets lagar. Kung Huiwen hade som kronprins brutit mot lagen och då haft problem med Shang Yang som såg till att lagen gällde även kronprinsens brott.
331 f.Kr. anföll Qin staten Wei där de tillfångatog dess general och avrättade 80 000 personer. Staten Wei tvingades under Kung Huiwens tid vid makten flera gånger överlämna territorium till Qin.
Strategen Zhang Yi tillsätts 328 f.Kr. som försvarsminister, och under Kung Huiwens tid vid makten spelade Zhang Yi en viktig roll och hade olika poster. 325 f.Kr. tog sig Kung Huiwen titeln "kung" (王) från att tidigare likt sina föregångare haft titeln "hertig" (公). Efter att Kung Huiwen utropat sig som kung införde han också en ny regeringsperiod, Nianhao (年号), vilket blev standard för de efterföljande dynastiernas kejsare.
En stor allians mot Qin bestående av staterna Han, Zhao, Wei, Yan, Qi och Xiongnu bildades, och alliansen attackerade Qin. Slaget vid Hangupasset stod 318 f.Kr. vid Gula flodens södra strand. Qins styrkor leddes av Ying Ji (嬴疾) som var halvbror till Kung Huiwen. Qin besegrade alliansen, och 82 000 av alliansens soldater avrättades.
Staten Shu i Sichuanbäckenet annekterades 316 f.Kr.. 314 f.Kr. anföll Qin staten Han och en massaker med 10 000 döda följde. 312 f.Kr. anföll Qin staten Chu som besegrades vid slaget vid Danyang. Qin avrättade 80 000 personer. Dessutom anfölls Hanzhong, som gjordes till en provins.
Kung Huiwen avled död 311 f.Kr. och efterträddes av sin son Kung Wu.